# Lunch Boxes & Choklit Cows

Початкова обкладинка

Lunch Boxes & Choklit Cows — компіляція раніше невиданих ремастованих пісень гурту Marilyn Manson, записаних на початку 1990-их (тодішня назва колективу — Marilyn Manson & The Spooky Kids). Гітарист Скотт Путескі (Дейзі Берковіц) виграв позов проти Браяна Ворнера (Меріліна Менсона) й отримав права на випуск 21 пісні. За словами Скотта, внаслідок ремастерингу треки звучать краще, ніж касетні версії. Другу збірку з цієї серії досі не випущено офіційно, проте для фанів Путескі оприлюднив посилання на її безкоштовне завантаження у форматі mp3 у 192 бітрейті.
Спочатку альбом видали з бонусним DVD та іншим оформленням. Початкова обкладинка містила 5 карикатурних учасників гурту. Після позову Менсона компіляцію перевидали з іншим буклетом (без малюнків фронтмена) та без DVD з матеріалом з Ворнером та Стівеном Біром. Нова обкладинка відрізнялася відсутністю вищезгаданого малюнку. Оригінальні копії потрапили на eBay та Amazon, де їх можна було придбати за досить високу ціну.

## Список пісень
1. «Red (in My) Head» — 4:24
  - з демозапису Beaver Meat Cleaver Beat; записано у січні 1990 р.
2. «Dune Buggy» — 4:20
  - з демозапису  Lunchbox (у буклеті помилково зазначено Grist-O-Line); записано у серпні 1990 р.
3. «Insect Pins» — 5:48
  - записано у лютому 1993 р.
4. «Learning to Swim» — 4:11
  - з демозапису Lunchbox; записано у березні 1991 р.
5. «Negative Three» — 4:38
  - з демозапису After School Special; записано у грудні 1991 р.
6. «Meat for a Queen» — 3:02
  - з демозапису Grist-O-Line; записано у серпні 1990 р.
7. «White Knuckles» — 2:24
  - з демозапису Beaver Meat Cleaver Beat; записано у листопаді 1993 р.
8. «Scaredy Cat» — 3:22
  - записано у листопаді 1993 р.
9. «Thingmaker» — 4:12
  - з демозапису Family Jams; записано у липні 1992 р. наживо під час студійної репетиції.
10. «Thrift» — 6:24
  - з демозапису Refrigerator; записано у січні 1992 р. наживо під час студійної репетиції.

## Треклист бонусного диску
1. «White Knuckles» (концертний запис)
2. «Meat for a Queen» (концертний запис)
3. «Dune Buggy» (концертний запис)
4. «Spooky Gallery» (зображення)

## Учасники
- Містер Менсон — вокал, автор слів, малюнки
- Дейзі Берковіц — гітара, композитор, продюсер, текст буклету
- Ґіджет Ґейн — бас-гітара, композитор
- Мадонна Вейн Ґейсі — клавішні, композитор
- Сара Лі Лукас — барабани
- Пол Кляйн — виконавчий продюсер
- Джон Товар — виконавчий продюсер, меморабілія
- Майк Фуллер — мастеринг
- Алдо Вентураччі — артдирекція
- Шон Вікс — дизайн, створення DVD
- Шерон Слейд, Рама Барвік — координатори проекту
- Річард Вольф — юрист
- Лаура Вердер Кокус — фото